# Missile balistico a corto raggio
Un missile balistico a corto raggio (indicato anche con la siglia SRBM, dall'inglese short-range ballistic missile) è un missile balistico con una gittata inferiore a 1.000 km. Molti tra questi missili sono in grado di trasportare armi nucleari tattiche e strategiche (anche se attualmente per questa gittata si preferisce dotarli di armi convenzionali o chimiche, preferendo l'uso di bombe atomiche aviotrasportate, a meno che si impieghino contro gli aeroporti).
In alcuni potenziali conflitti regionali  questi missili potrebbero essere usati in virtù delle brevi distanze tra alcuni paesi, per il loro basso costo e la facilità di configurazione. Nella moderna terminologia militare i missili SRBM sono parte del gruppo più ampiamente noto in inglese come theatre ballistic missile, che include qualsiasi missile balistico con gittate inferiori ai 3.500 km.

## Alcuni esempi di SRBM

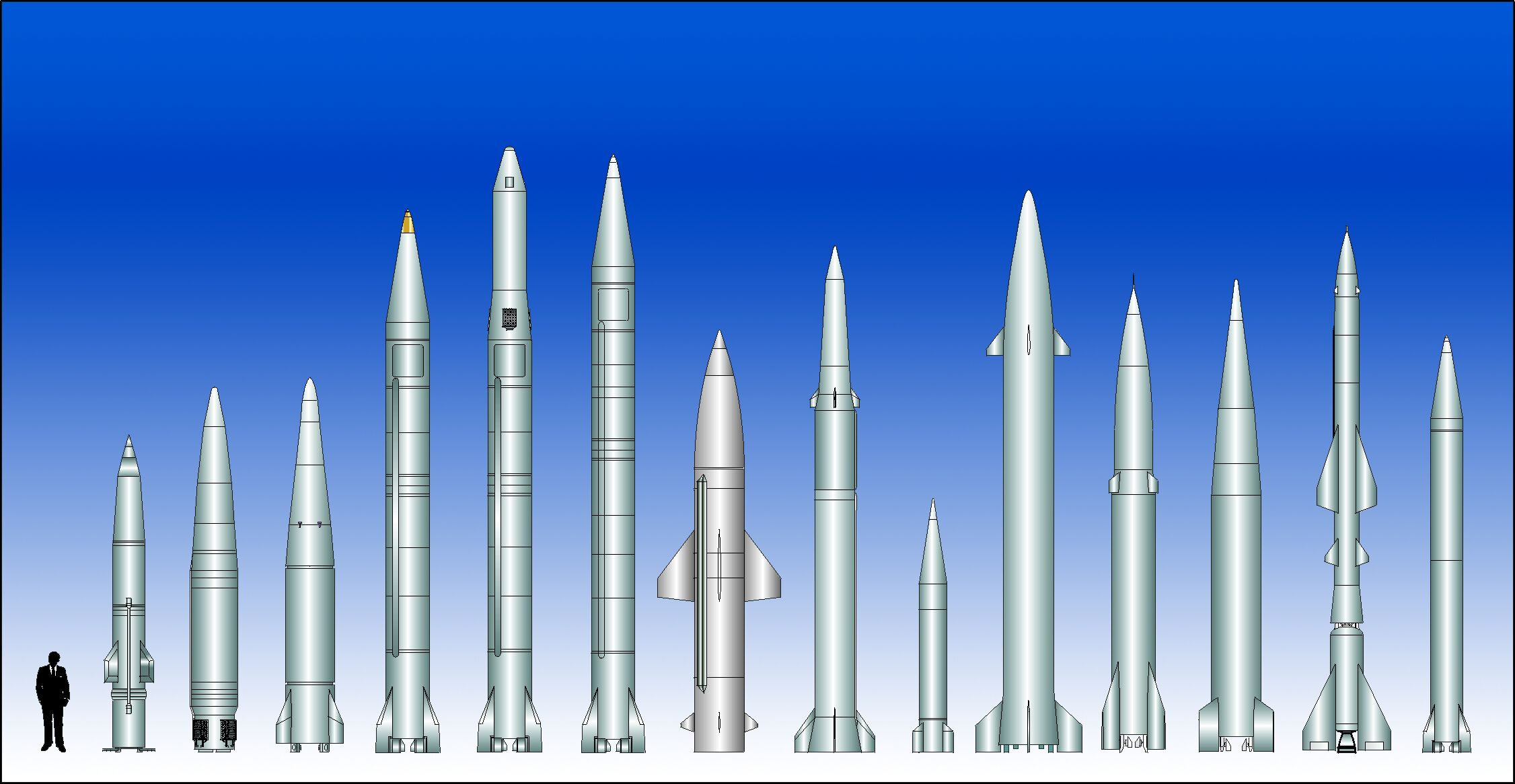
Confronto tra diversi SRBM prodotti da alcuni paesi. Da sinistra a destra:
SS-21 (Russia) • SS-23 (Russia) • SS-26 Iskander-E (Russia) • SS-1c Mod1 (Russia) • SS-1c Mod2 (Russia) • Al Hussein (Iraq) • Prithvi (India) • Vector (?) • Hatf-1 (Pakistan) • Shaheen (Pakistan) • CSS-7 (China) • CSS-6 (China) • CSS-8 (China) • Al Samoud (Iraq)

- Abdali (200 km)  Pakistan
- Fajr-5 (90 km)  Iran
- Fateh-110 (250 km)  Iran
- Fateh-313 (500 km)  Iran
- Zolfaghar (700 km)  Iran
- Ghaznavi (350 km)  Pakistan
- Hadès (480 km)  Francia
- Hyunmoo (180–250 km)  Corea del Sud
- Hyunmoo-2 (300–500 km)  Corea del Sud
- J-600T Yıldırım (150 km)  Turchia
- J-600T Yıldırım II (300 km)  Turchia
- Jericho I (500 km)  Israele
- DF-11 (350 km)  Cina
- DF-15 (600 km)  Cina
- MGM-140 ATACMS (300 km)  Stati Uniti
- MGM-52 Lance (120 km)  Stati Uniti
- MGM-29 Sergeant (135 km)  Stati Uniti
- MGM-5 Corporal (130 km)  Stati Uniti
- MGR-1 Honest John (48 km)  Stati Uniti
- Pluton (120 km)  Francia
- Prithvi (150 km)  India
- Prithvi II (250–350 km)  India
- Prithvi III (350–750 km)  India
- Shahab-2 (700 km)  Iran
- Shaurya (600–700 km)  India
- 9K720 Iskander (400 km)  Russia
- OTR-23 (480 km) Unione Sovietica
- OTR-22 (900 km) Unione Sovietica
- R-11, R-17 (300 km)  Unione Sovietica
- OTR-21 Točka (185 km)  Unione Sovietica
- 9K52 Luna-M (70 km)  Unione Sovietica
- V-2 (322 km)  Germania